# Мирослав Пантић
Мирослав Пантић (Свилајнац, 9. јул 1926 — Београд, 16. септембар 2011) био је српски историчар књижевности, професор Универзитета у Београду и академик САНУ.

## Биографија
Рођен је у Свилајнцу где је завршио основну школу и гимназију. У периоду 1945–1949 студирао је српски језик на Филозофском факултету Универзитета у Београду. На истом факултету је докторирао 1956. године тезом „Себастијан Сладе-Долчи, дубровачки биограф XVIII века“. Постао је доцент 1957. године на Филозофском факултету, ванредни професор 1962. године и редовни 1970. на Филолошком факултету који је у међувремену настао издвајањем из Филозофског 1960. године. У периоду 1972–1973 био је управник Универзитетске библиотеке „Светозар Марковић“ у Београду.
За дописног члана САНУ изабран је 1974, а за редовног 1981. године. Секретар одељења језика и књижевности САНУ био је од 1982. до 1994. године. Генерални секретар САНУ био је у периоду 1994–1998, а потпредседник САНУ за друштвене науке у периоду 1998–2003.
Добитник је више награда међу којима су: Седмојулска награда (1988), Вукова награда (1991), Златни беочуг (1999), Орден рада са златним венцем. Био је почасни грађанин Свилајнца и Деспотовца. Њему у част одржан је научни скуп 30. маја 2007. у Свилајнцу и промовисан зборник „Академик Мирослав Пантић“ 140430092.
Преминуо је у 16. септембра 2011. Београду и сахрањен 21. септембра у Свилајнцу. У име САНУ од њега се опростио Миро Вуксановић.

## Радови
- Пантић, Мирослав (1972). „Дубровчанин Никола Бошковић и рашке старине”. Зборник за ликовне уметности. 8: 229—261.
- Пантић, Мирослав (1975). „Кнез Лазар и Косовска битка у старој књижевности Дубровника и Боке Которске”. О кнезу Лазару. Крушевац: Народни музеј. стр. 337—408.
- Пантић, Мирослав (1978). Из књижевне прошлости: Студије и огледи. Београд: Српска књижевна задруга.
- Пантић, Мирослав (1979). „Андрија Змајевић о светом Сави”. Сава Немањић-свети Сава: Историја и предање. Београд: САНУ. стр. 407—414.
- Пантић, Мирослав (1982). „Усмено песништво”. Историја српског народа. 2. Београд: Српска књижевна задруга. стр. 504—518.
- Pantić, Miroslav (1985). „Književnost Dubrovnika i franjevci”. Samostan Male braće u Dubrovniku. Zagreb: Krščanska sadašnjost. стр. 293—365.
- Пантић, Мирослав (1986). „Народно (усмено) песништво”. Историја српског народа. 4 (2). Београд: Српска књижевна задруга. стр. 107—164.
- Пантић, Мирослав (1993). „Књижевност на тлу Црне Горе и Боке Которске”. Историја српског народа. 3 (2). Београд: Српска књижевна задруга. стр. 135—255.
- Пантић, Мирослав (1993). „Народна или усмена књижевност”. Историја српског народа. 3 (2). Београд: Српска књижевна задруга. стр. 256—326.
- Пантић, Мирослав (1998). „Краљ Драгутин и Дубровиник”. Рачански зборник. 3: 91—96.